# Lista över gloxiniaväxternas släkten
Detta är en lista över släkten i familjen gloxiniaväxter (Gesneriaceae) alfabetiskt ordnad efter de vetenskapliga namnen.

## A
| Vetenskapligt namn | Auktor                    | Svenskt namn         | Källa |                      |
| ------------------ | ------------------------- | -------------------- | ----- | -------------------- |
| Achanthonema       | Hook.f.                   |                      | IPNI  |                      |
| Achimenes          | Pers.                     | femöringssläktet     | SKUD  |                      |
| Aeschynanthus      | Jack                      | ampelfackelsläktet   | SKUD  |                      |
| Agalmyla           | Blume                     |                      | IPNI  |                      |
| Allocheilos        | W.T.Wang                  |                      | IPNI  |                      |
| Alloplectus        | Mart.                     |                      | IPNI  |                      |
| Allostigma         | W.T.Wang                  |                      | IPNI  |                      |
| Alsobia            | Hanst.                    | nejlikepiskiasläktet | SKUD  | Alsobia dianthiflora |
| Ancylostemon       | Craib                     |                      | IPNI  |                      |
| Anetanthus         | Hiern ex Benth. & Hook.f. |                      | IPNI  |                      |
| Anna               | Pellegr.                  |                      | IPNI  |                      |
| Anodiscus          | Benth.                    |                      | IPNI  |                      |
| Asteranthera       | Hansl.                    |                      | IPNI  |                      |

## B
| Vetenskapligt namn     | Auktor        | Svenskt namn | Källa |
| ---------------------- | ------------- | ------------ | ----- |
| Beccarinda             | Kuntze        |              | IPNI  |
| Bellonia               | L.            |              | IPNI  |
| Besleria               | Plum. ex L.   |              | IPNI  |
| Boea                   | Comm. ex Lam. |              | IPNI  |
| Boeica                 | C.B.Clarke    |              | IPNI  |
| Bournea                | Oliv.         |              | IPNI  |
| Briggsia               | Craib         |              | IPNI  |
| Briggsiopsis           | K.Y.Pan       |              | IPNI  |
| Bucinellina → Columnea |               |              |       |

## C
| Vetenskapligt namn         | Auktor                | Svenskt namn | Källa |
| -------------------------- | --------------------- | ------------ | ----- |
| Calcareoboea → Platyadenia |                       |              |       |
| Capanea                    | Decne.                |              | IPNI  |
| Cathayanthe                | Chun                  |              | IPNI  |
| Championia                 | Gardn.                |              | IPNI  |
| Chirita                    | D.Don                 |              | SKUD  |
| Chiritopsis                | W.T.Wang              |              | IPNI  |
| Chrysothemis               | Decne.                |              | SKUD  |
| Cobananthus → Alloplectus  |                       |              |       |
| Codonanthe                 | (Mart.) Hanst.        | myrrankor    | SKUD  |
| Codonanthopsis             | Mansf.                |              | IPNI  |
| Colpogyne                  | B.L.Burtt             |              | IPNI  |
| Columnea                   | L.                    |              | SKUD  |
| Conandron                  | Siebold & Zucc.       |              | IPNI  |
| Coptocheile                | Hoffmanns.            |              | IPNI  |
| Corallodiscus              | Batalin               |              | IPNI  |
| Coronanthera               | Vieill. ex C.B.Clarke |              | IPNI  |
| Corytoplectus              | Oerst.                |              | IPNI  |
| Cremosperma                | Benth.                |              | IPNI  |
| Cubitanthus                | Barringer             |              | IPNI  |
| Cyrtandra                  | J.R.Forst. & G.Forst. |              | IPNI  |

## D
| Vetenskapligt namn     | Auktor            | Svenskt namn | Källa |
| ---------------------- | ----------------- | ------------ | ----- |
| Dayaoshania            | W.T.Wang          |              | IPNI  |
| Deltocheilos → Chirita |                   |              |       |
| Depanthus              | S.Moore           |              | IPNI  |
| Diastema               | Benth.            |              | IPNI  |
| Didissandra            | C.B.Clarke        |              | IPNI  |
| Didymocarpus           | Wall.             |              | IPNI  |
| Dolicholoma            | D.Fang & W.T.Wang |              | IPNI  |
| Drymonia               | Mart.             |              | IPNI  |

## E
| Vetenskapligt namn | Auktor | Svenskt namn | Källa |
| ------------------ | ------ | ------------ | ----- |
| Episcia            | Mart.  |              | SKUD  |
| Epithema           | Blume  |              | IPNI  |
| Eucodonia          | Hanst. |              | IPNI  |

## F
| Vetenskapligt namn | Auktor  | Svenskt namn | Källa |
| ------------------ | ------- | ------------ | ----- |
| Fieldia            | A.Cunn. |              | IPNI  |

## G
| Vetenskapligt namn | Auktor | Svenskt namn | Källa |
| ------------------ | ------ | ------------ | ----- |
| Gasteranthus       | Benth. |              | IPNI  |
| Gesneria           | L.     |              | SKUD  |
| Gloxinia           | L'Hér. |              | SKUD  |
| Goyazia            | Taub.  |              | IPNI  |

## H
| Vetenskapligt namn | Auktor     | Svenskt namn | Källa |
| ------------------ | ---------- | ------------ | ----- |
| Haberlea           | Friv.      |              | SKUD  |
| Hemiboea           | C.B.Clarke |              | IPNI  |
| Heppiella          | Regel      |              | IPNI  |
| Hexatheca          | C.B.Clarke |              | IPNI  |

## I
| Vetenskapligt namn | Auktor | Svenskt namn | Källa |
| ------------------ | ------ | ------------ | ----- |
| Isometrum          | Craib  |              | IPNI  |

## J
| Vetenskapligt namn | Auktor | Svenskt namn | Källa |
| ------------------ | ------ | ------------ | ----- |
| Jancaea            | Boiss. |              | IPNI  |

## K
| Vetenskapligt namn | Auktor | Svenskt namn | Källa |
| ------------------ | ------ | ------------ | ----- |
| Koellikeria        | Regel  |              | SKUD  |
| Kohleria           | Regel  | narrhuvor    | SKUD  |

## L
| Vetenskapligt namn | Auktor      | Svenskt namn | Källa |
| ------------------ | ----------- | ------------ | ----- |
| Lembocarpus        | Leeuwenb.   |              | IPNI  |
| Lenbrassia         | G.W.Gillett |              | IPNI  |
| Leptoboea          | Benth.      |              | IPNI  |
| Lietzia            | Regel       |              | IPNI  |
| Linnaeopsis        | Engl.       |              | IPNI  |
| Loxocarpus         | R.Br.       |              | IPNI  |
| Loxonia            | Jack        |              | IPNI  |
| Loxostigma         | C.B.Clarke  |              | IPNI  |
| Lysionotus         | D.Don       |              | IPNI  |

## M
| Vetenskapligt namn | Auktor                     | Svenskt namn | Källa |
| ------------------ | -------------------------- | ------------ | ----- |
| Metabriggsia       | W.T.Wang                   |              | IPNI  |
| Micraeschynanthus  | Ridl.                      |              | IPNI  |
| Mitraria           | Cav.                       |              | SKUD  |
| Monophyllaea       | R.Br.                      |              | IPNI  |
| Monopyle           | Moritz ex Benth. & Hook.f. |              | IPNI  |
| Moussonia          | Regel                      |              | IPNI  |

## N
| Vetenskapligt namn | Auktor    | Svenskt namn | Källa |
| ------------------ | --------- | ------------ | ----- |
| Napeanthus         | Gardn.    |              | IPNI  |
| Nautilocalyx       | Hanst.    |              | SKUD  |
| Negria             | F.Muell.  |              | IPNI  |
| Nematanthus        | Schrad.   |              | SKUD  |
| Neomortonia        | Wiehler   |              | IPNI  |
| Niphaea            | Lindl.    |              | IPNI  |
| Nodonema           | B.L.Burtt |              | IPNI  |

## O
| Vetenskapligt namn | Auktor               | Svenskt namn | Källa |
| ------------------ | -------------------- | ------------ | ----- |
| Oerstedina         | Wiehler              |              | IPNI  |
| Opithandra         | B.L.Burtt            |              | IPNI  |
| Orchadocarpa       | Ridl.                |              | IPNI  |
| Oreocharis         | Benth.               |              | IPNI  |
| Ornithoboea        | Parish ex C.B.Clarke |              | IPNI  |
| Oxychlamys         | Schltr.              |              | IPNI  |

## P
| Vetenskapligt namn | Auktor         | Svenskt namn | Källa |
| ------------------ | -------------- | ------------ | ----- |
| Paliavana          | Vell. ex Vand. |              | IPNI  |
| Paraboea           | Ridl.          |              | IPNI  |
| Paradrymonia       | Hanst.         |              | IPNI  |
| Parakohleria       | Wiehler        |              | IPNI  |
| Pearcea            | Regel          |              | IPNI  |
| Petrocodon         | Hance          |              | IPNI  |
| Petrocosmea        | Oliver         |              | IPNI  |
| Pheidonocarpa      | L.E.Skog       |              | IPNI  |
| Phinaea            | Benth.         |              | IPNI  |
| Phylloboea         | Benth.         |              | IPNI  |
| Platyadenia        | B.L.Burtt      |              | IPNI  |
| Platystemma        | Wall.          |              | IPNI  |
| Primulina          | Hance          |              | IPNI  |
| Pseudochirita      | W.T.Wang       |              | IPNI  |

## R
| Vetenskapligt namn | Auktor    | Svenskt namn | Källa |
| ------------------ | --------- | ------------ | ----- |
| Ramonda            | Rich.     |              | SKUD  |
| Reldia             | Wiehler   |              | IPNI  |
| Resia              | H.E.Moore |              | IPNI  |
| Rhabdothamnopsis   |           |              |       |
| Rhabdothamnus      | A.Cunn.   |              | IPNI  |
| Rhoogeton          | Leeuwenb. |              | IPNI  |
| Rhynchoglossum     | Blume     |              | SKUD  |
| Rhynchotechum      | Blume     |              | IPNI  |
| Rhytidophyllum     | Mart.     |              | SKUD  |
| Rufodorsia         | Wiehler   |              | IPNI  |

## S
| Vetenskapligt namn   | Auktor                | Svenskt namn   | Källa |
| -------------------- | --------------------- | -------------- | ----- |
| Saintpaulia          | H.Wendl.              |                | SKUD  |
| Sanango              |                       |                |       |
| Sarmienta            | Ruiz & Pav.           |                | SKUD  |
| Schizoboea           | (K.Fritsch) B.L.Burtt |                | IPNI  |
| Seemannia → Gloxinia |                       |                |       |
| Sepikea              | Schltr.               |                | IPNI  |
| Sinningia            | Nees                  |                | SKUD  |
| Smithiantha          | Kuntze                |                | SKUD  |
| Solenophora          | Benth.                |                | IPNI  |
| Stauranthera         | Benth.                |                | IPNI  |
| Streptocarpus        | Lindl.                | kornettblommor | SKUD  |

## T
| Vetenskapligt namn | Auktor               | Svenskt namn | Källa |
| ------------------ | -------------------- | ------------ | ----- |
| Tengia             | Chun                 |              | IPNI  |
| Tetraphyllum       | Griff. ex C.B.Clarke |              | IPNI  |
| Titanotrichum      | Solereder            |              | IPNI  |
| Trachystigma       |                      |              |       |
| Tremacron          | Craib                |              | IPNI  |
| Trisepalum         | C.B.Clarke           |              | IPNI  |
| Tylopsacas         | Leeuwenb.            |              | IPNI  |

## V
| Vetenskapligt namn | Auktor | Svenskt namn | Källa |
| ------------------ | ------ | ------------ | ----- |
| Vanhouttea         | Lem.   |              | IPNI  |

## W
| Vetenskapligt namn | Auktor  | Svenskt namn | Källa |
| ------------------ | ------- | ------------ | ----- |
| Whytockia          | W.W.Sm. |              | IPNI  |

## Auktorkällor
- IPNI - International Plant Names Index
- SKUD - Svensk kulturväxtdatabas